# Institutet för utvärdering av internationellt utvecklingssamarbete
Institutet för utvärdering av internationellt utvecklingssamarbete, förkortat SADEV efter dess officiella engelska namn Swedish Agency for Development Evaluation, var en svensk myndighet för granskning och utvärdering av svenskt utvecklingssamarbete  2006-12.. Myndigheten var lokaliserad till Karlstad.
Regeringen beslöt 20 september 2012 att avveckla SADEV från årsskiftet 2012/13. Detta motiverades av att "Myndighetens verksamhet har under en längre tid präglats av brister i effektivitet och kvalitet.". Detta skedde med hänvisning till en utredning av Statskontoret, som lades fram i maj 2012. Statskontoret konstaterade att myndigheten "inte getts tillräckliga förutsättningar att utföra det svåra uppdrag som myndigheten har" samt att "regeringen bör överväga en omstart av myndighetens verksamhet", något som SADEV uttryckte bl.a. i Budgetunderlag 2013-2015 och i remissvar 2012-06-27.
Som ersättare för SADEV beslöt regeringen i januari 2013 inrätta en expertgrupp för utvärdering och analys av Sveriges bistånd, med Lars Heikensten som ordförande.

## Generaldirektörer
Generaldirektörer för SADEV:
- 2006 - 2007: Anders Danielsson
- september 2007 - 31 augusti 2008: Lennart Wohlgemuth (tillförordnad)[5]
- 1 september 2008 -  september 2012: Gunilla Törnqvist[6]
- september - december 2012: Lena Fagerlund (tillförordnad) [7]